# Liste der Monuments historiques in Saint-Frégant
Die Liste der Monuments historiques in Saint-Frégant führt die Monuments historiques in der französischen Gemeinde Saint-Frégant auf.

## Liste der Bauwerke
| Bezeichnung                     | Beschreibung | Standort | Kennzeichnung | Schutzstatus | Datum | Bild           |
| ------------------------------- | ------------ | -------- | ------------- | ------------ | ----- | -------------- |
| Manoir de Lesvern               | Herrenhaus   | (Lage)   | PA00090410    | Inscrit      | 1971  | weitere Bilder |
| Manoir de Penmarc’h             | Herrenhaus   | (Lage)   | PA00090411    | Inscrit      | 1932  | weitere Bilder |
| Site gallo-romain de Keradennec |              | (Lage)   | PA29000040    | Inscrit      | 2000  |                |

## Liste der Objekte
- Monuments historiques (Objekte) in Saint-Frégant in der Base Palissy des französischen Kultusministerium